# 마리옹 마레샬
마리옹 잔 카롤린 마레샬(혼전성 르펜(Le Pen), 프랑스어: Marion Jeanne Caroline Maréchal, 1989년 12월 10일 ~ )은 프랑스의 정치인 가문이자, 정치인이다. 

## 생애
국민연합의 창립자인 장마리 르 펜의 외손녀이자, 국민연합의 현 총재인 마린 르 펜의 조카이고, 동시에 에리크 제무르가 총재로 있는 재정복의 집행부총재이다.
이모인 마린 르 펜처럼 국민연합의 당원이었으나 2022년 이후로는 에릭 제무르가 창당한 신생 극우 정당인 재정복의 당원이며, 2012년부터 2017년까지 보클뤼즈주 제3선거구 의원으로 재직했다. 22세 때 선거에서 당선되어 현대 프랑스 정치 사상 가장 어린 당원이 되었다. 2010년부터 2018년까지는 이름이 '마리옹 잔 카롤린 마레샬 르 펜(프랑스어: Marion Jeanne Caroline Maréchal-Le Pen)'이었으나 2018년 이후로는 이모의 성씨인 르 펜(Le Pen)을 버리고 지금처럼 '마리옹 잔 카롤린 마레샬(프랑스어: Marion Jeanne Caroline Maréchal)'로 바꿔서 활동하고 있으며, 2022년 프랑스 대통령 선거에서 에리크 제무르를 지지하고 선거캠프에 합류하며 재정복에 입당했다. 에릭 제무르가 제26대 프랑스의 대통령으로 당선될 경우 프랑스의 총리직을 맡을 것이 유력시된다. 그러나 에리크 제무르의 대선 패배로 5년 후를 기약하게 될 것이다.